# Left 4 Dead 2
Left 4 Dead 2 är ett kooperativt datorspel inom genren överlevnadsskräck, utvecklat och utgivet av Valve Corporation. Spelet släpptes den 17 november 2009 till Windows och Xbox 360 i Nordamerika, samt den 20 november samma år i Europa. Spelet är en uppföljare till Left 4 Dead från 2008. Den 5 oktober 2010 släpptes spelet även för Mac OS, samt den 2 juli 2013 för Linux.
Precis som i det första spelet, utspelar sig Left 4 Dead 2 i efterdyningar av en förödande pandemi, där spelaren antar rollen som en av fyra nya överlevare, som slåss mot horder av smittade. Överlevarna måste slå sig fram genom olika banor (kallade kapitel i spelet) och nå de säkra rum där de kan pusta ut mellan banorna, för att i slutändan nå den sista banan som tar dem vidare till nästa kampanj.
Spelet bjuder på flera nyheter jämfört med det tidigare spelet, till exempel finns det nya typer av smittade människor och nya vapen att slå med (såsom kofot och basebollträ).

## Spelupplägg
Liksom Left 4 Dead 2:s föregångare, så är detta spel en förstapersonsskjutare med stor betoning på kooperativt spelande. Spelet har fem kampanjer, varav vardera består av 3–5 mindre kapitel. Varje kampanj börjar med en kort filmsekvens som visar var överlevarna har hamnat. Efter att överlevarna har tagit sig genom alla kapitel i en kampanj, och därmed slutfört kampanjen, visas en eftertext med resultattavla för varje spelare samt resultatstatistik för gruppen. De flesta kapitlen avslutas med att överlevarna når ett säkert rum, och där de stänger dörren efter sig. Dock skiljer sig det sista kapitlet på varje kampanj, då överlevarna måste kalla på räddning för att ett räddningsfordon ska komma till undsättning och hämta upp överlevarna. Undantag i kampanjerna "Dödens centrum" och "Hädanfärden", där överlevarna måste hämta bränsledunkar för att antingen tanka upp en bil som de kan fly i, eller ett litet elverk (vars generator drivs av förbränningsmotor) för att öppna en bro. På samtliga kapitel, måste överlevarna kämpa mot fiender, de så kallade smittade, som med andra ord också kallas zombier.
Varje överlevare kan bara bära ett vapen och utrustning från varje kategori: primärvapen, sekundärvapen, kastvapen, större medicinska förnödenheter (eller ammunitionsuppgraderingar) och mindre medicinska förnödenheter. Primärvapen kan till exempel vara M16 (automatkarbin), AK-47, granattillsats eller hagelgevär. Sekundärvapen kan bestå av antingen pistoler eller närstridsvapen. Exempel på närstridsvapen är motorsåg, yxa, machete, katana, basebollträ, kofot och stekpanna. Som kastvapen finns det tre typer: molotovcocktail, rörbomb och burk med galla. Med molotovcocktail kan spelaren sätta en viss yta i brand. Rörbomb används för att locka till sig närliggande smittade, det genom att rörbomben ger ifrån sig ett blinkande och ljudlig signal som smittade följer efter. Efter en kort stund exploderar rörbomben, och ger skada som följd. Burk med galla används för att locka smittade till ett visst ställe, beroende på vart spelaren kastar burken. Vanligtvis kastas den mot en eldsvåda eller mot någon annan smittad, som då blir attackerad av de andra smittade. Som utrustning finns olika medicinska förnödenheter och ammunitionsuppgraderingar. Den större medicinska förnödenheten kan antingen bestå av en förbandsutrustning eller en hjärtstartare. Det finns också alternativet att ha en ammunitionsuppgradering istället för förbandsutrustning eller hjärtstartare. Som mindre medicinsk förnödenhet, kan spelaren antingen bära på värktabletter eller en adrenalinspruta.
En spelare kan också, oavsett vilket vapen eller utrustning den bär på, knuffa en smittad, vilket ger en mindre lätt skada. En ficklampa med oändlig batterilivslängd är något som alla överlevare har. Ficklampan gör det enklare för spelaren att se i mörker, men lockar också enklare till sig smittade. Ute på kartan finns även fastinstallerade vapen som har oändlig ammunition. Dessa vapen ger en snabb skada, men kan också bli överhettade efter en längre konstant användning, vilket gör de obrukbara under en stund.
För att synliggöra lagkamraters (andra överlevarnas) tillstånd, visas deras hälsa och status för varandra. Om en spelare inte direkt ser en annan överlevare, till exempel då en vägg blockerar synen, visas istället överlevarens silhuett för spelaren. Överlevare kan också skada varandra (vådabeskjutning), vilket tvingar varje spelare att vara försiktig när de skjuter eller slås med närstridsvapen. En överlevare som har tagit större skada, och har därmed låg hälsa, rör sig långsammare. Om överlevarens hälsa sjunker ytterligare till noll, blir den nerslagen (ramlar ner på marken), där den får en pistol som sitt enda försvar. För att överlevaren ska komma upp på fötterna igen måste denne bli hjälpt av en annan överlevare. Om en överlevare dör, får den ett nytt liv i nästa kapitel eller nivå, om inte en annan överlevare kommer och återupplivar den med hjälp av en hjärtstartare. I kampanjläget kan den döda överlevaren få ett nytt liv i en kammare, men måste då bli utsläppt av en annan överlevare. Skulle alla överlevare dö eller bli nerslagna så avslutas spelet. I detta fall kan spelarna välja att starta om aktuellt kapitel eller helt avsluta spelet.

### Överlevare (rollfigurer)
Left 4 Dead 2 har fyra nya huvudpersoner jämfört med det föregående spelet. De nya spelbara huvudpersonerna, som kallas just överlevare, är:
- Coach (röst av Chad Coleman, modellerad efter Darnell Rice), en amerikansk fotbollstränare med ett dåligt knä[19][20] (något som inte påverkar spelet).
- Nick (röst av Hugh Dillon, modellerad efter Taymour Ghazi), kallsint och sarkastisk gambler med en kostym värd 10 000 dollar på sig. Han har också haft ett förflutet yrkesliv som lurendrejare.[21][22]
- Rochelle (röst av Rochelle Aytes, modellerad efter Shanola Hampton), en produktionsassistent och journalist (på låg nivå) som rapporterar om evakueringen för en lokal TV-kanal.[23][24]
- Ellis (röst av Eric Ladin, modellerad efter Jesy McKinney), en vänlig och ganska pratsam bilmekaniker[25] som ofta talar om sin vän Keith och deras många missöden.[26][27]

Förutom de fyra spelfigurerna, har Left 4 Dead 2 också en annan stödjande rollfigur: Virgil (röst av Randall Newsome) som är en cajun och båtkapten. Spelaren påträffar honom bara genom hans röst i spelets tre sista kampanjer.
Rollfigurerna från det första spelet går också att spela som i vissa kampanjer.

### Smittade (rollfigurer)
De smittade, som också kallas inom talspråk för zombier, är människor som har fått mutation genom en infektion. Överlevarna stöter oftast på de vanliga smittade, vilka oftast bara benämns som smittade. Även om en smittad är individuellt svag, kan den i stora grupper övermanna överlevarna, och särskilt en överlevare som har kommit ifrån sina lagkamrater. Skador på de smittade i Left 4 Dead 2 skildras mer realistiskt, där kulor och närstridsvapen kan skära av köttbitar och i vissa fall lemmar. Ett nytt tillägg till Left 4 Dead 2 är att det finns olika varianter av vanliga smittade, som är unika för varje kampanj. Beroende på plats och utrustning som de bar innan de fick smittan, har de förmågor som skiljer sig från vanliga smittade. Ett axplock på exempel av dessa smittade är:
- CEDA-representanter: Förekommer i kampanjen "Dödens centrum". Dessa bär en skyddsdräkt som är brandsäker.[29] Vissa av dem tappar behållare med Boomergalla när de dör.
- Clowner: Förekommer i kampanjen "Skräckens tivoli". Dessa lockar fram vanliga smittade i närheten med sina pipande skor när de attackerar överlevarna.[30]
- Träskfolk: Förekommer i kampanjen "Träskfeber". Dessa springer fram på alla fyra och är den snabbaste typen av smittade. Den kan även försämra överlevarnas syn genom att täcka deras ansikten med gyttja när den attackerar dem.
- Byggarbetare: Förekommer i kampanjen "Dödligt regn". Dessa lockas inte iväg av rörbomber, då de bär hörselskydd, och skadas inte av trubbiga slagvapen.
- Väktare: Förekommer i kampanjen "Kyrkokvarteren". Dessa bär en skyddsutrustning som gör dem immuna mot attacker framifrån. De kan endast dödas om överlevarna skjuter eller slår dem mot ryggen.[31][32]

Precis som det föregående spelet, finns det specialsmittade vars mutationer ger dem speciella förmågor och är farligare än vanliga smittade. Vid närvaro av en sådan smittad, hörs ett speciellt läte och eventuellt att bakgrundsmusiken ändras. De fem specialsmittade från föregående spel återkommer i detta spel. Dessa fem är:
- Boomer är en mycket överviktig specialsmittad som kan spy galla mot överlevarna, vilket försämrar deras synfält i ett par sekunder[33] samt drar till sig fler smittade. När denna varelse dör så sprängs den och de överlevare som står för nära blir täckt av galla, vilket ger samma effekt som då Boomern kräks på någon. Boomern identifieras genom sina gurglande, gutturala ljud som den avger.
- Hunter kan liknas vid den snabba zombien i Half-Life 2. Huntern kan snabbt hoppa längre avstånd. Denna varelse hoppar på sina offer och sätter sig på dem samtidigt som den slår på och river i offret. Offret blir helt hjälplöst och måste då få hjälp av en lagkamrat för att få bort Huntern.[34] Huntern kan identifieras på sitt morrande samt på huvtröjan som den är ensam om att ha. Huntern (tillsammans med träskfolket) är även ensam om att ibland krypa fram på alla fyra.
- Smoker är en specialsmittad med en mycket lång pisk-liknande tunga som kan dra en överlevare bort från dennes lagkamrater för att sedan strypa den. När Smokern dör lämnar den efter sig ett moln av rök som försämrar synen och ger hostattacker på dem som utsätts för röken.[35] Smokern kan identifieras genom sitt hostande och de gröna sporer som den avger.
- Tank är en enorm muskulös specialsmittad som kan slå iväg stora föremål, såsom bilar, sopcontainers och trästockar. Den kan även var den än befinner sig ta upp en bit av marken för att slänga den mot överlevarna. Denna varelse har ett mycket högt antal skadepoäng och anses därför vara den smittad som är farligast.[36][37] Tanken identifieras genom sitt frustrerande morrande, att musiken ändras helt när man stöter på denne, samt att marken vid vissa tillfällen kan börja skaka.
- Witch är den enda av de specialsmittade som inte är tillgänglig för någon av spelarna att använda i motståndarläget. Hon är speciell på det sättet att hon förhåller sig neutral gentemot spelarna. En Witch hörs på långt avstånd på grund av hennes gråtande. Hon reagerar dock då spelarna lyser på henne med ficklampan, skjuter på henne eller kommer för nära. Om så händer, springer hon fram till den som stört henne och slår ner personen och börjar klösa med sina klor i offret. Musiken ändrar sig också ju närmare man befinner sig en Witch. Hon har även ett rött sken omkring sig där hon sitter eller går[26][38] gråtandes. Hon kan, med ett enda slag, döda en överlevare.[38] Om hon lyckas döda sitt mål så flyr hon iväg, panikslagen.

Det finns lite nya uppdateringar, gällande beteenden och hudmodeller till de gamla specialsmittade. Jämförelserna är:
- Boomer: Boomerns hud ser nu något skrumpen ut, dess hår är kortare och den har några fler bölder. I det här spelet förekommer även en kvinnlig Boomer. Man kan identifiera den av dess nya utseende samt av de högfrekventa skrik den utstöter.
- Hunter: Hunter har fått en annan röst och dess underärmar på skjortan är borta. De hoppar mycket längre och tillfogar mer skada när de sitter på ett offer.
- Smoker: Smoker har en stor böld där den förvarar fem så kallade falska tungor. Den riktiga tungan sitter på samma plats som vanligt. Smokerns räckvidd är också nu kortare.
- Tank: Dessa är nu inte gråfärgade utan är rödaktigare och täckta av blodsprängda blodådror.
- Witch: Witchen är den enda specialsmittad som förekom i det första spelet som inte fick en fysisk förändring i detta. Dessa förekommer nu dock även gående i vissa kampanjer. De kan röra sig fritt över ett större område. De reagerar inte lika starkt på ficklampsljus om de är gående.

Left 4 Dead 2 har även tre nya specialsmittade, vilka är: 
- Spitter: Är en kvinnlig specialsmittad som spottar dödlig (mag)syra och bildar även ett syrafält kring sig när den dör. Så länge en överlevare befinner sig i syran, ju mer hälsa förlorar den.[39][40]
- Charger: Är en manlig specialsmittad som påminner vagt om en Tank till utseendet, fast är mindre och har en förvuxen högerarm,[41] samt en vänsterarm som ser utugen ut. Dess huvudattack är att springa mot en överlevare, ta tag i denne och sedan springa iväg till dess att den slår emot något. Då börjar den slå överlevaren mot marken. Chargern kan också slå omkull andra överlevare om den redan fått tag i någon.[42][43]
- Jockey: Är en manlig specialsmittad som hoppar upp på en överlevares axlar och försöker dra iväg den från de andra eller mot andra faror (till exempel syrafält) medan Jockeyn använder sina vassa klor till att klösa offret.[44][45][46][47][48]

### Spellägen
- Kampanj: kan spelas med högst fyra mänskliga spelare över ett nätverk. Spelarna tar rollen som någon av överlevarna och ska kämpa sig genom smittade under en kampanjs alla kapitel. En överlevare som inte kontrolleras av en mänsklig spelare, kontrolleras istället av datorn (bot).
- Enspelarläge: är likt spelläget kampanj, men med endast en mänsklig spelare. Spelaren spelar som en av överlevarna, medan de tre övriga överlevarna kontrolleras av datorn. De ska kämpa sig genom smittade under en kampanjs alla kapitel.
- Motståndarläge: kan spelas med högst åtta och minst två mänskliga spelare. Hälften av spelarna tar rollen som någon specialsmittad och ska försöka förhindra de andra spelarna, som då spelar som överlevare, att slutföra ett visst kapitel. De specialsmittade figurerna tilldelas slumpmässigt till det smittade laget. Witch och vanliga smittade tilldelas inte till någon. Ibland händer det att någon från det smittade laget får spela som Tank. De två lagen byter sida en gång per kapitel. Resultatet baseras på överlevarnas framsteg. Om båda lagen lyckas nå det säkra rummet, med alla fyra överlevare, tilldelas 25 poäng till det lag som gjorde mest skada som specialsmittad.
- Överlevnad: är en tidlös utmaning där överlevarna ska försöka överleva så länge som möjligt mot ett oändligt angrepp av smittade. Spelläget spelas under en avgränsad del av kampanjkapitlen (kartor).
- Plundringsläge: är ett spelläge där fyra överlevare tävlar mot fyra specialsmittade. Överlevarna ska samla in så många bränsledunkar som möjligt, och fylla upp dem i en kraftgenerator. Under tiden ska de specialsmittade försöka förhindra överlevarna. Spelläget utspelas i en avgränsad del av kampanjkapitlen (kartor).
- Motståndaröverlevnadsläge: blev ett officiellt spelläge den 24 september 2020,[49] och är en blandning mellan motståndarläget och överlevnad. Överlevarna ska försöka överleva så länge som möjligt mot de smittades angrepp, där de specialsmittade kontrolleras av mänskliga spelare. Lagen byter sida när alla överlevare har blivit nerslagna eller dödade.

Left 4 Dead 2 har också ett Realismläge, vilket kan tillämpas på både kampanj och enspelarläge. Realismläget avlägsnar några av spelets aspekter från spelet, såsom att överlevarna inte kan se varandras silhuetter, och att döda lagkamrater kan bara återupplivas med hjärtstartare och får därmed inget nytt liv i senare skede. Vapen och andra objekt kommer bara att skina när spelaren är inom några få meter av dessa, vilket tvingar spelarna att söka noggrannare. Huvudskott på fiender ger mer skada, medan övrig kroppsskada kräver fler skott. Dessutom kan Witchen döda en överlevare som i normala fall bara hade blivit nerslagen (då inställning för svårighetsnivå är på högre än lätt). Valve skapade realismläget för att ge spelarna ett sätt att "utmanas som ett lag", då spelläget kräver mer samarbete, såsom röstkommunikation mellan spelarna. Den 21 maj 2010 blev även Realistiskt Motståndarläge ett officiellt spelläge som är en blandning mellan motståndar- och realismläget.
Slutligen, efter de senaste uppdateringarna, går det också att spela mutation. Där finns det en meny med 30 variationer som ändrar en eller flera spelegenskaper. Exempel på dessa egenskaper är: ensam spel utan andra överlevare, bara ett vapen tillgängligt med oändlig ammunition, endast en specialsmittad som är starkare, kontinuerlig hälsoförsämring, med mera. Olika variationer går att tillämpa på olika spellägen.

### AI Director 2.0
Som i det första spelet, finns det ett artificiell intelligenssystem, kallat AI Director. Systemet sköter bland annat om var fiender, vapen och andra objekt skapas, beroende på spelarens prestanda under en given kampanj. Ett av målen med detta system är att skapa ett högt återspelningsvärde och tvinga spelare att uppnå svåra hinder. Systemet har också förmågan att ändra element på kartorna, till exempel placering av väggar, planlösning, belysning och väderförhållanden, vilket gör varje spelåtgång unik. Systemet belönar även spelare som tar längre eller svårare vägar genom en karta eller ett kapitel, genom att tillhandahålla spelaren med användbar utrustning, såsom ammunition och vapen.

## Handling
Bakgrundshandlingen är som i det föregående spelet. Left 4 Dead 2 utspelar sig i efterdyningar av en förödande pandemi, där en infektionssjukdom, kallad grön influensa, snabbt omvandlar människor till zombieliknande varelser med muterade former. Dessa varelser visar extrem aggression mot de osmittade. De zombier som finns i spelet är likt de zombierna från 28 dagar senare. Få människor visar sig vara immuna mot sjukdomen, men som ändå bär på infektionen utan att visa symptom (smittobärare). En fiktiv statlig organisation, kallad Civil Emergency and Defense Agency (CEDA) och militären har skapat säkra zoner i försök att evakuera så många överlevare som möjligt. Left 4 Dead 2 introducerar fyra nya överlevare, vars historia berättas genom den dialog de för under spelets gång. Spelet är avsett som en fortsättning till föregående spel, och inträffar därför en vecka efter Left 4 Deads början. Dock bestämde Valve för att skapa en ny grupp av överlevare, då den nya handlingen utspelar sig på en ny geografisk plats. Likt det tidigare spelet, har Left 4 Dead 2 en komplett historia (övergripande ramberättelse) som sträcker sig över samtliga originella kampanjer och kapitel. Spelet utspelar sig i Sydstaterna och tar sin början i Savannah, Georgia och slutar i New Orleans, Louisiana.

### Kampanjer
Uppoffringen: Denna DLC-kampanj utspelar sig med de överlevarna från det första spelet och utspelar sig strax före "Hädanfärden". Överlevarna (Bill, Francis, Louis och Zoey) anländer till hamnstaden Rayford, där de letar efter en båt som kan ta dem till Florida Keys. Efter att ha hittat en lämplig segelbåt måste överlevarna öppna en bro som båten ska passera. De öppnar bron med hjälp av generatorer. Plötsligt slutar en av generatorerna att fungera, och en av överlevarna (enligt berättelsen: Bill) offrar sig för att återstarta den. Efter att Bill lyckats med att återstarta generatorn, blir han dödad av de smittade, och därmed slutar hans historia där. De andra överlevarna klarar sig.
Dödens centrum: Left 4 Dead 2 börjar med denna kampanj, i Savannah, Georgia. Fyra överlevare befinner sig övergivna på ett hotelltak, där en räddningshelikopter just lämnat dem. De bestämmer sig för att ta sig till ett lokalt köpcenter, där en annan CEDA-evakueringsplats ligger. På vägen får de ett kort möte med vapenaffärsägaren Whitaker (röst av Dayton Callie). När överlevarna kommer fram till köpcentret, upptäcker de att det är överflödad med CEDA-representanter som blivit antingen dödade eller smittade. Ellis hjälper gruppen att ta en racerbil som de kör ut ur köpcentret med, och vidare mot New Orleans som ryktas vara den sista osmittade staden.
Hädanfärden: Denna DLC-kampanj äger rum mellan kampanjerna "Dödens centrum" och "Skräckens tivoli", och efter kampanjen "Uppoffringen". Överlevarna (i Left 4 Dead 2) anländer till den uppfällda bron i Rayford där de möter Francis, Louis och Zoey. Eftersom överlevarna måste korsa bron för att kunna fortsätta, tar överlevarna en annan väg över bron, där de kan fylla upp generatorn med nytt bränsle. De får kämpa sig genom ett bröllop (med en ensam Witch som brud), gator och kloaker, innan de återigen träffar de andra överlevarna (från Left 4 Dead) på andra sidan av bron. Francis, Louis och Zoey hjälper till med att skydda Coach, Nick, Rochelle och Ellis som fyller upp generatorn med bränsle och sänker bron. Därefter fortsätter överlevarna (från Left 4 Dead 2) vidare i racerbilen.
Skräckens tivoli: De fyra överlevarna finner längre fram på motorvägen att den är helt blockerad av övergivna fordon. De tvingas att fortsätta till fots, genom ett motel, ett litet träsk och en nöjespark. Till sist kommer de fram till en arena, där Coach får idén att starta arenascenens förinspelade musikshow som nödsignal. Han sätter idén i verk och en stund senare anländer en helikopter.
Efter att ha blivit räddad av helikoptern, upptäcker överlevarna att deras pilot är smittad. Piloten börjar attackera dem, och Nick blir tvungen att döda piloten. (En liknande situation händer i Left 4 Dead). Helikoptern, med överlevarna i, kraschar i en bayou, vilket blir början till nästa kampanj.
Träskfeber: Överlevarna fortsätter vidare genom träsk, förbi ett kraschat flygplan, döda fallskärmsjägare hängande i träd och träskbyar med smittade träskfolk. Efter att ha tillbringat en lång tid med träskmotstånd, kommer överlevarna fram till en plantageherrgård. Där får de radiokontakt med Virgil, en båtkapten som kommer och plockar upp dem med hans båt.
Dödligt regn: Båten, som överlevarna färdas i, behöver mer bränsle för att kunna fortsätta till New Orleans. Därför anländer de till Ducatel, Mississippi för att ta sig till närmsta bensinstation. De tar sig först igenom en liten stad, fram till ett sockerbruk (där det vimlar av Witches) och ett sockerfält. Sedan när de har hämtat bränslet måste de ta sig tillbaka igen, och denna gång under en stormig regnstorm. Väl framme ger de en signal till Virgil.
Kyrkokvarteren: I denna sista kampanj släpper Virgil av överlevarna i New Orleans, där militären verkar evakuera civila över en bro. På väg upptäcker de fyra att staden är överflödad av smittade, och att militären faktiskt håller på att lämna staden innan den flygbombas. Gruppen lyckas nå bron där de kontaktar militären. Att döma efter deras dialog misstänker militärpiloterna att överlevarna är smittobärare. Överlevarna får ändå tillåtelse att följa med, och korsar bron till andra sidan där en räddningshelikopter väntar på dem. Just när överlevarna går in i helikoptern och flyger iväg så förstörs bron.
Efter denna sista kampanj blir överlevarnas öde oklart. Chet Faliszek, spelets författare, sa under 2009 att militären tog överlevarna till ett kryssningsfartyg i Karibien i ett försök att undkomma smittan.
Kall Ström: Denna tredje DLC-kampanj ingår inte i huvudberättelsen, trots att kampanjen är officiell. Överlevarna är mitt ute i en skog och ska ta sig till ett evakueringsställe. De går över broar, sjöar och till en kloak. Efter kloaken fortsätter överlevarna tills de kommer till en bro som man ska ta sig över samtidigt som den sprängs. Därefter når de ett säkert rum och signalerar militären att hämta dem med helikopter på andra sidan skogen. De springer dit samtidigt som den omgivna skogen är i brand. Till slut når de evakueringsstället och helikoptern hämtar upp dem.
Den sista striden: Är den fjärde DLC-kampanjen och består av två kapitel, varav ett var en tidigare karta i enbart spelläget överlevnad i Left 4 Dead. Kampanjen handlar om överlevarna i Left 4 Dead och som tar en annan väg i kampanjen "Dödssiffra".

## Utveckling
Strax efter att det första spelet hade släppts, började utvecklingen för det andra som blev Left 4 Dead 2. Efter en kort paus hade utvecklingslaget byggt upp idéer på hur det andra spelet skulle bli "större och bättre". Spelet fick kodnamnet Carnation för att förhindra avslöjande detaljer före det officiella tillkännagivandet.
Chet Faliszek uppgav att Left 4 Dead 2:s handling skulle gå ut på att utforska mer av spelvärlden, och att Valve hade skapat en mer övergripande berättelse bakom infektionspandemin, inklusive vissa termer som användes i AI Director för hantering av olika händelser. Varje kampanj utformades avsiktligen med en egen prägel. Samtliga fem originella kampanjer kartlades samtidigt av hela laget för att ge berättelsen ett flöde och säkerställa unika egenskaper för varje kampanj. Laget använde en Left 4 Dead-ordbok för att beskriva och utveckla bandesign inom ett gemensamt språk.
Left 4 Dead 2 innehåller cirka 7 800 unika dialogmeningar, en ökning med 40 procent över Left 4 Dead. Författarna utformade rollfigurerna och valda lämpliga röstskådespelare som hade rätt brytning eller dialekt. Röstskådespelarna fick också fritt hjälpa till med rollfigurernas karaktärsutformning. Det skedde i olika inspelningstillfällen där röstskådespelarna fick improvisera dialogerna (ad libitum), vilket gav nya idéer för rollfigurernas dialoger som spelades in senare, särskilt i fallen för rollfigurerna Ellis (röst av Eric Ladin) och Nick (röst av Hugh Dillon). Randall Newsome, som gjorde rösten till rollfiguren Virgil, är från Louisiana och pratar flytande cajun-franska, och han hjälpte till att förgylla rollfiguren bättre än vad författarna själva kunde göra. Faliszek ville även inkludera en rättfram kvinnlig rollfigur som jobbade på en transportmyndighet, men den blev inte av. Utvecklarna bad flera musikband om att få inkludera dem i spelet, där Depeche Mode svarade ivrigt och gav tillåtelse till Valve att använda deras musik och bilder i spelet. Ett exempel är Rochelles t-shirt med Depeche Mode-tryck.
Vid införandet av de nya smittade, fanns det hänsyn att ta till gällande hur de nya förmågorna skulle möta de gamla och befintliga smittade samt eventuella förändringar som hade gjorts på dem. En kasserad idé handlade om Leaker, som är en specialsmittad och kunde skjuta ut strålar av syra, och som sen skulle kunna självdetonera likt Boomern. Denna uppoffringshandling skulle dock ha givit överlevarna tid att fly, och idén släpptes, även om Leakerns inslag byggdes vidare i Spittern.
Under utvecklingen ville programmerarna hitta ett sätt att ge mer variation och visuella effekter för spelarna, trots att de redan hade det ansträngt med minnesbegränsningar på Xbox 360 för Left 4 Dead. En viktig utvecklingsfaktor var att bejaka ett sätt att skapa större variation i utseendet hos de vanliga smittade genom ett antal modelleringar och renderingar. Förändringar inom figurmodellernas struktur och underliggande geometri resulterade i att en smittad figurmodell kunde ha upp till 24 000 variationer inom spelet. Detta gjorde det möjligt för Valve att effektivt hålla två till sex vanliga smittade kärnmodeller i minnet för varje kampanj, varianter av vanliga smittade för enskild kampanj och specialsmittade som egna unika modeller. Valve lyckades därmed minska minnesanvändningen för de smittade med 50 procent. Valves programmerare försökte också bättre framställa skador som spelarna gjorde på de smittade genom att visa påförda sår på lämpliga kroppsställen och baserat på det använda vapnet. Programmerarna simulerade detta i Left 4 Dead genom att ha fem möjliga figurmodeller som skulle bli ett utfall efter en dödlig attack. Med redan begränsat minne (på Xbox 360) som förhindrade ytterligare variationer på de ursprungliga smittade modellerna, utformade gruppen ett system för att använda ellipsoidiska transparensstrukturer i de smittade modellerna för att simulera såren. Detta gjorde det möjligt för gruppen att simulera upp till två sådana sår för varje smittad med endast 13 procent av minnesresurserna för det baserade systemet i Left 4 Dead.
En annan visuell aspekt som Valve-gruppen utforskade var vattenrendering, särskilt i kampanjen "Träskfeber" som huvudsakligen äger rum i ett stort träskområde. Valve upptäckte tidigt att speltestare skulle bli förvirrade av den stora trädbevuxna kartan. Men genom att lägga till vattenrörelse i den riktning de skulle gå, blev det en betydande minskning av att spelarna skulle gå vilse på kartan. Vattenkartorna skapades med hjälp av 3D-animationsverktyget Houdini för att skapa realistiska vattenflödesmönster. Dessa vatteneffekter främjades vidare i Valves nästa spel, Portal 2.
Doug Lombardi, områdeschef för marknadsföring hos Valve, noterade att SDK som släpptes för Left 4 Dead skulle också vara kompatibel med Left 4 Dead 2.

## Marknadsföring och lansering
PC- och Xbox 360-spelare som förhandsboka Left 4 Dead 2 via vissa återförsäljare fick tidigt tillträde till spelets demoversion, som släpptes den 27 oktober 2009 på Xbox Live och 28 oktober 2009 för PC. Dessa spelare fick även tillgång till ett exklusivt basebollträ som närstridsvapen i spelet. Förhandsbokning av PC-versionen via Steam gav också tillgång till rollfiguren Bills basker i PC-spelet Team Fortress 2. En person som har köpt Left 4 Dead 2 och spelar Team Fortress 2, får också en stekpanna som närstridsvapen samt rollfiguren Ellis keps i Team Fortress 2. Demoversionen blev helt tillgänglig för PC och dem med Xbox Live Guld-medlemskap den 4 november 2009, samt Xbox Live Silver-medlemskap den 11 november 2009. Demoversionen innehåller de två första kapitlen av kampanjen "Kyrkokvarteren".
Den 5 oktober 2009 meddelade Valve att Left 4 Dead 2 skulle få 25 miljoner dollar i marknadsföring, jämfört med 10 miljoner dollar som Left 4 Dead fick. Marknadsföringen omfattade TV-reklam under sportevenemang, annonstavlor och tidskrifter. I Europa var reklamen mer omfattande.

## Utgivning och uppdateringar
Left 4 Dead 2 släpptes på Steam den 16 november 2009. Detaljhandelskopior gjordes tillgängliga några dagar efter, beroende på land.
Under mars 2010 meddelande Valve att Steam skulle bli tillgänglig för Mac OS-datorer, och med det även alla ursprungliga Valve-spel, inklusive Left 4 Dead 2 och dess föregångare (Left 4 Dead). Spelet stödjer även multiplattform, så att Mac- och Windowsspelare kan spela tillsammans på samma server. En spelare som har köpt och spelat spelet på exempelvis Windows, har också möjlighet att spela spelet gratis på Mac med samma spelkopia. Left 4 Dead 2 släpptes för Mac OS X den 5 oktober 2010.
När Steam även blev tillgänglig för Linux bekräftade Valve att Left 4 Dead 2 också kommer att utvecklas för Linux. En betaversion av Linuxversionen för Left 4 Dead 2 släpptes den 3 maj 2013, och släpptes helt officiellt den 2 juli 2013.
Den 25 december 2013 släppte Valve spelet gratis för nya spelare under en period. De som vill ha spelet nu, efter perioden, är tvungna att köpa det. Under denna avgiftsfria utgivning fanns det också en speciell prestation vid namn "Ghost of Christmas Present". Prestationen tilldelades till de ordinarie spelare som har hjälpt de avgiftsfria spelarna att klara och överleva en kampanj i spelet.

### Nedladdningsbart innehåll
Den 14 december 2009 tillkännagav Valve spelets första nedladdningsbara innehåll (DLC) vid titel "The Passing". Även om det ursprungligen var planerat att släppas någon gång i mars 2010, släpptes The Passing den 22 april 2010. Det nedladdningsbara innehållet kostar 560 Microsoft Points på Xbox 360 och är gratis för Mac- och Windowsanvändare. The Passing innehåller kampanjen "Hädanfärden" (som annars på engelska bär också titeln The Passing). Kampanjen äger rum mellan kampanjerna "Dödens centrum" och "Skräckens tivoli". Kampanjen handlar om ett möte mellan Left 4 Dead 2:s fyra överlevare och det föregående spelets (Left 4 Dead) tre sista överlevare. Den nya gruppen får veta att den fjärde ursprungliga överlevaren, Bill, offrade sig för att låta sina kamrater fortsätta resan på ett säkert sätt. Titeln The Passing eller Hädanfärden kan tolkas på flera sätt: att de två grupperna passerar varandra, att den ursprungliga gruppen "passar (ger) facklan vidare" eller att Bill avlider (vilket är den enda svenska tolkningen). The Passing innehåller referenser till andra zombietematiska verk, såsom spelen Dead Rising och Plants vs. Zombies, samt filmen 28 dagar senare. Detta DLC innehåller också tillägg av två nya vapen: M60 (kulspruta) som blir oanvändbar när den är slut på ammunition, samt en golfklubba som närstridsvapen.
En efterföljare till The Passing vid titel "The Sacrifice", släpptes som ett tillägg den 5 oktober 2010 för både Left 4 Dead och Left 4 Dead 2. The Sacrifice är en prequel som visar händelserna innan The Passing i Left 4 Dead. Tillägget innehåller kampanjen "Uppoffringen" (officiell engelsk titel: The Sacrifice), vilken är den sista kampanjen i Left 4 Dead och handlar om hur rollfiguren Bill offrar sig för de ursprungliga överlevarna. Spelaren kan dock välja vilken rollfigur som ska offra sig för dennes lagkamrater, och inte bara den egentliga valet av Bill. Valve gav också ut kampanjen "Mercy Beaucoup" från Left 4 Dead som en Left 4 Dead 2-kampanj, vilken kan spelas med de ursprungliga överlevarna från Left 4 Dead i Left 4 Dead 2. Även om kampanjens nya kartor (kapitel) är nästan identiska med deras utseenden i Left 4 Dead, innehåller Mercy Beaucoup i Left 4 Dead 2 alla dess förbättringar, inklusive de nya specialsmittade, olika varianter av vanliga smittade, vapen, spellägen och mutationer.
Ett annat community-skapat nedladdningsbart innehåll, kallat "Cold Stream", tillkännagavs i ett blogginlägg den 16 februari 2011. Cold Stream släpptes först som en betaversion den 22 mars 2011, och som en fullständig officiell version den 24 juli 2012 (endast på Steam under de båda tillfällena). Cold Stream innehåller kampanjen "Kall Ström", och släpptes även för Xbox 360 den 3 augusti 2012. I samband med Cold Stream porterades även de resterande kampanjerna i Left 4 Dead till Left 4 Dead 2.
Ett förslaget DLC, med inslag från filmen The Cabin in the Woods, var i verk. Men projektet avfärdades då filmens ursprungliga produktionsbolag, Metro-Goldwyn-Mayer, ansökte om konkurs. Filmregissören Drew Goddard kommenterade vad detta DLC skulle ha innehållit med "Spelet skulle ha blivit fantastiskt. Man skulle ha kunnat spela i både övervåningen av Cabin in the Woods-världen samt nere i den underjordiska anläggningsvärlden med alla monster. Tro mig, jag HATAR alla videospel baserade på filmer, de suger alltid, men en anpassning av Cabin i Left 4 Dead kändes som det rätta. Det gör ont i mig att det inte hände."
Den 4 april 2013 släpptes ett crossover-DLC av PC-spelet Resident Evil 6. Det innehåller samtliga huvudpersoner (överlevare) och två specialsmittade från Left 4 Dead 2 för ett visst spelläge i Resident Evil 6. Som en hyllning hade tre av Left 4 Dead 2:s (PC) specialsmittade en utklädnad av tre Resident Evil 6-monster.
Den 20 augusti 2015 släpptes en uppdatering för spelet Zombie Army Trilogy, där samtliga åtta överlevare (från de båda Left 4 Dead-spelen) introduceras.

### Mutation
Mutationer är modifieringar på Left 4 Dead 2:s spellägen, och som har erbjudits varje vecka efter utgivningen av "The Passing". Dessa modifierade spellägen förändrar spelförhållanden. Alla mutationer är nu tillgängliga via endast en uppdatering, vilket gör dem valbara via en meny i PC-versionen. Under denna tidpunkt valde Valve att Realism Versus-mutationen skulle bli ett permanent spelläge. Idag heter spelläget Realistiskt Motståndarläge. Alla mutationer blev tillgängliga för Xbox 360-versionen i samband med utgivningen av "Cold Stream".

### Socialt nätverk av modifieringsstöd
Liksom Left 4 Dead och andra Sourcebaserade spel, finns det flertal spelare som har konstruerat egna kartor, kampanjer och andra variationer i Left 4 Dead 2 med hjälp av Valves SDK. Spelare har på detta sätt också funnit metoder på hur man kan inkludera de ursprungliga kampanjerna (från Left 4 Dead) till Left 4 Dead 2, samt öka antalet överlevare (spelare) till 16 stycken per spel. Under augusti 2010 meddelade Valve att de kommer att främja utvalda community-skapade kartor varannan vecka, både som ett blogginlägg på deras officiella webbplats och genom att spela kartan på en av deras officiella servrar. Spelet uppdaterades under januari 2013 där stöd för Steam Workshop inkluderades, vilket gav användare möjlighet att skapa och dela med sig av nya scenarier (kampanjer), kartor, kläder, vapen och mutationsförändringar. En programfix kom ut i februari 2013 med ett nytt skriptsystem, kallat Expanded Mutation System, som ger programmerare mer kontroll och alternativ för att skapa nya mutationer som kan spelas över valfri karta, samt skapa anpassade beteenden i specifika kampanjer. En av dessa användarskapade mutationer ger en liknande upplevelse från ett zombiespelläge i Call of Duty: Black Ops II, där spelare kan köpa vapen och barrikera upp sig för de kommande zombieanfallen.

## Tävlingar
På PC-versionen finns det en tävlingsmodifikation, kallad Confogl, som (community)-skapades av ProdigySim. Modifikationen blev senare en officiell mutation i spelet. Confogl är som en uppsättning av regler för ett tävlingsinriktat motståndarlägesspel. Bland annat har vissa element standardiserats och fördelning av objekt samt vapen ändrats. Detta för att det ska bli en rättvisare jämlikhet mellan överlevarna och de smittade. Turneringar har hållits med hjälp av Confogl-modifieringen, till exempel CEVO-turneringen.

## Mottagande
| Mottagande      | Mottagande                |
| Samlingsbetyg   | Samlingsbetyg             |
| Tjänst          | Betyg                     |
| --------------- | ------------------------- |
| Metacritic      | 89/100 (X360) 89/100 (PC) |
| Recensionsbetyg |                           |
| Publikation     | Betyg                     |
| Destructoid     | 9,5/10                    |
| Edge            | 9/10                      |
| Eurogamer       | 9/10                      |
| Game Informer   | 9,5/10                    |
| Game Revolution | B                         |
| Gamespot        | 9,0/10                    |
| Gamespy         | [ 137 ]                   |
| Gamesradar      | [ 138 ]                   |
| IGN             | 9,0/10                    |
| Videogamer.com  | 9/10                      |

Left 4 Dead 2 fick positiva recensioner från speljournalister, som berömde bland annat de nyintroducerade närstrids- och skjutvapnen, de nya specialsmittade, deras beteenden, alla de detaljer som avspeglar den typiska Södern, samt alla individuella kampanjer (särskilt i jämförelse med föregående spelets kampanjer). Ars Technica prisade spelets återspelningsvärde och sensationen kring varje detalj. Libération prisade också spelet och kommenterade att Valve är en av de sista spelstudiorna som fortfarande gör anpassade spel åt riktiga datorspelare. IGN ansåg att spelet är en förbättring av det första spelet, och att alla som gillar det spelet bör köpa det andra. Eurogamer berömde också Left 4 Dead 2 och tyckte att det var "överflödigt med personligheter". Spelet fick Best Xbox 360 Game-utmärkelsen vid 2009 Spike Video Game Awards. Inom Interactive Achievement Awards blev Left 4 Dead 2 nominerad på följande kategorier:
- Outstanding Achievement in Game Play Engineering
- Outstanding Achievement in Online Game Play
- Action Game of the Year

### Tekniska problem
Xbox 360-versionen av spelet noterades vid utgivningen för att ha allvarliga problem med fördröjning och tröghet vid internetuppkopplade spellägen, och detta skedde oftast på spelets egna dedikerade servrar. Enligt Valve berodde dessa problem på ett oväntat stort antal spelare över Xbox Live. Problemet löstes kort efter spelutgivningen med förändringar i serverinfrastruktur samt nya dedikerade servrar.

### Försäljning
Förhandsförsäljningen blev positivt för Left 4 Dead 2. En rangordning från juli 2009 angav Left 4 Dead 2 som första spel bland andra kommande spel, där 9 av 10 uppgav att de skulle köpa spelet. Enligt Doug Lombardi var det dubbelt så många förhandsbeställningar till detta spel inom månaden efter tillkännagivandet, jämfört med Left 4 Dead under samma tidsförhållande. I ett pressmeddelande den 5 oktober 2009 meddelade Valve, baserat på den stora förhandsordern, att de förväntade sig att Left 4 Dead 2 skulle bli den snabbaste försäljningsprodukten i bolagets historia, och då med spelets förhandsförsäljning som i genomsnitt blir 300 procent större än Left 4 Dead. I en intervju från november 2009 hävdade Chet Faliszek att antalet förhandsköp av Left 4 Dead 2 var fyra gånger så mycket som det ursprungliga spelet.
Den 1 december 2009 rapporterade Valve att mer än två miljoner detaljhandelskopior av Left 4 Dead 2 hade sålts på två veckor, alltså "mer än dubbel" försäljning av det ursprungliga spelets tvåveckors debut. Enligt NPD Group var Xbox 360-versionen den femte bästsäljande detaljhandelsspelet för spelkonsoler under november 2009, med över 744 000 exemplar sålda.
Under februari 2010 avslöjade Left 4 Dead 2:s butiksdistributör, Electronic Arts, att spelet hittills har sålts i 2,9 miljoner exemplar inom detaljhandeln, medan Forbes skrev att mer än 4 miljoner exemplar har sålts i butiker under 2009.
Under två veckor i juli 2010 blev ungefär 12 000 ägare av Call of Duty: Modern Warfare 2 felaktigt avstängde av Valve Anti-Cheat. De drabbade fick sin avstängning upphävd samt två gratis kopior av Left 4 Dead 2, vilka de kunde ge bort det ena och behålla det andra om så önskades.
Den 10 maj 2011 nämnde Doug Lombardi att Left 4 Dead och Left 4 Dead 2 har var för sig sålt i 3 miljoner exemplar för Xbox 360. Den 11 augusti 2011, i en telefonintervju med Giant Bomb, sa Chet Faliszek att spelserien har sålts i över 11 miljoner exemplar totalt.
Under 24 timmar mellan den 25–26 december 2013 erbjöd Valve ett Left 4 Dead 2-exemplar gratis för PC på Steam.

## Kontroverser
Left 4 Dead 2 har varit en central fråga i ett antal kritiska diskussioner angående dess tidpunkt, grafik och ålderslämpliga innehåll. John Walker, på den brittiska datorspelsinriktade webbplatsen Rock, Paper, Shotgun, har teoretiserat att detta beror på de högre förväntningarna hos Valve, med tankeuppfattningen att Valve har en status som branschledare.

### Bojkott
Helgen efter spelets tillkännagivande vid datorspelsmässan Electronic Entertainment Expo 2009, krävde vissa Left 4 Dead-spelare en bojkott av Left 4 Dead 2 och bildade gruppen L4D2 Boycott (NO-L4D2) i Steams gemenskap. Gruppen växte till över 10 000 medlemmar i slutet av den helgen och över 37 000 ungefär en månad senare. Bojkotten berodde på att det saknades en del innehåll från originalspelet, samt att det fanns en oro över rollfigurer, bilder och musik som visades upp på mässan och att det kändes olämpligt med föregående spelets estetik. En annan anledning till bojkotten var att Left 4 Dead 2 skulle släpas nästintill Left 4 Dead, och att det skulle bryta sönder gemenskap och intressegrupper inom spelserien.
Som svar på dessa klagomål uppgav Doug Lombardi (Valves områdeschef för marknadsföring) att uppvisningen av Left 4 Dead 2 på mässan ska inte tas som en indikation på att Valve inte längre kommer att stödja eller underhålla föregående spel. Han bad alla att "lita på [dem] lite grann" och berättade för dem att medan deras utvecklingsgrupp var ivriga med att få nytt material till Left 4 Dead, bestämde de att ett nytt uppföljande spel var det bästa alternativet av flera anledningar:
- Efterfrågan på nya kampanjer, fiender och vapen kunde inte uppfyllas i ett enkelt nedladdningsbart innehåll.[86]
- Både Faliszek och projektledaren Tom Leonard fann att för mycket av innehållet var beroende av varandra, och att det gör det svårt att uppdatera spelet med uppföljande programfixar, så som det fungerar i Team Fortress 2.[77][78]
- Utvecklingsgruppen gillade idén att släppa ut innehållet i ett uppföljande spel som skulle släppas ett år efter Left 4 Deads utgivning.[77]

Faliszek uppgav att Gabe Newell var skeptiskt till idén när gruppen gick fram med ett uppföljande spel, man han tillät ändå projektet att gå igenom.
I september 2009 flög två av bojkottgruppens mest framträdande medlemmar till Valve, för att testspela Left 4 Dead 2. De två tyckte att uppföljaren var bra gjort. Denna händelse, genom en serie skämtsamma korrespondenser, ledde snart till att Gabe Newell och producenten Erik Johnson flög till Australien för att träffa Joe W-A, en Left 4 Dead-modifierare. Bakgrunden till Australienresan och träffen med Joe var att Newell rapporterade humoristiskt att Valve "bojkottar" Joes nya modifikation för spelet när Joe frågade när han skulle få flyga till Valve på samma sätt som de två bojkottsmedlemmarna. Newell gav också ett nyckfullt erbjudande om att om Joe betalar för Newells resa till Australien så ska han ta en titt på modifikationen. Joe lyckades samla ihop 3000 dollar genom donationer på hans webbplats, men i slutändan betalade Newell själv för resan. Joes insamlade donationer gick istället till Child's Play (en välgörenhetsorganisation).
Den 14 oktober 2009 tillkännagav initiativtagarna från bojkottgruppen att de hade upphört med sin bojkott och stängde ned gruppen, med över 40 000 medlemmar, eftersom Valve behöll sitt löfte om ytterligare innehåll och uppdateringar för Left 4 Dead, till exempel dess kampanj "Krashkurs". Många inom gruppen ansåg också att själva gruppen har förlorat sitt syfte, och att den nu mest användes bara för att vilt kritisera Valve och andra spelare. I en videointervju som publicerades den 29 oktober 2009 sa Gabe Newell att "människor som gick med i bojkottgruppen på Steam… de förhandsbeställer produkten i en högre grad än Left 4 Dead-ägare som inte var med i bojkotten".

### Bildomslag
Valve var tvungen att ändra sitt ursprungliga spelomslag på grund av ESRB. Det ursprungliga omslaget visade en hand och dess lillfinger, ringfinger och tumme avslitna, och därmed skulle pek- och långfingret vara kvar. Omslaget ansågs för grovt, men för att blidka ESRB så ändrade Valve omslaget till att visa fingrarna böjda istället och endast tummen som avsliten. Detta omslag blev också det slutgiltiga, men fick censureras i Japan och Tyskland.
Spelomslaget fick en egen version i Storbritannien, eftersom symbolen av två fingrar som visas med handens framsida anses vara en förolämpning. Det brittiska omslaget visar därför handen i motsatt riktning (handens baksida), vilket föreställer den mer optimistiska gesten fred.

### Anklagelser om rasism
Willie Jefferson, på dagstidningen Houston Chronicle, ansåg att spelets reklammaterial var rasistiskt, då flera av de smittade "verkade vara afroamerikaner". Han noterade också att "utspela spelet i en stad som en scen av döda, uppsvällda kroppar flyta omkring" några år efter orkanen Katrina var "ett dåligt val". Faliszek tyckte att Jeffersons påståenden var "rena galenskapen", och kommenterade vidare att de smittade är en blandning av alla raser, och att spelets version av New Orleans är "inte en representation i byggsten-för-byggsten" av staden, vilket inte heller var meningen. En författare på Kotaku ansåg att Jefferson "verkar enligt mig välja ha en strid där ingen finns". Andra noterade att framträdandet av afroamerikanska smittade helt enkelt återspeglar den etniska mångfalden i New Orleans.

### Australiensiskt förbud och upphävning av förbud
Left 4 Dead 2 nekades klassificering i Australien av Office of Film and Literature Classification (OFLC). Spelet kunde inte bli märkt med MA15+ som vid spelutgivningens tid var den högsta åldersgränsen i Australien, och istället fick det en märkning som RC (Refused Classification, svenska: Nekad klassificering). Detta förhindrade även försäljningen av det ursprungliga spelet inom landet. I OFLC:s rapport citerades skälen till att vägra klassificering med "realistiskt, frenetiskt och ohållbart våld". Ett litet antal medlemmar i OFLC-styrelsen trodde dock att spelet kunde förtjänta en märkning av MA15+ och som så gjordes för att ge ut Left 4 Dead. Det fanns en förväntning på att förändringar kunde göras i spelet för att låta spelet klassificeras som MA15+ och därmed få tillåtelse att sälja i landet. Både Lombardi och Newell blev "förvånade" av klassificeringsavslaget. Valve överklagade OFLC:s beslut, efter ungefär en vecka, med att jämföra spelet med dess föregångare som har klassificeringen MA15+, samt att Left 4 Dead 2 har fått liknande klassificering i andra länder. I och med att överklagandet väntades pågå ända fram till den 22 oktober, vilket var nära spelets utgivningsdatum, så valde Valve att ge ut en modifierad version av spelet med hänsyn till OFLC:s bekymmer. Denna version, som inte längre innehöll bilder av "halshuggning, lemlästning, sårdetaljer eller en massa av döda kroppar", blev klassificerad som MA15+ av OFLC, och blev därmed möjligt att sälja i Australien. Valve och Electronic Arts hade fastän hoppats på att få sin föredragna omodifierade version klassificerad av OFLC för utgivning. Överklagandet behandlades av den oberoende Australian Classification Review Board (lagstadgat censur- och klassificeringsorgan som övervakas av den australiensiska regeringen), och resulterade i att det tidigare beslutet, om att neka klassificering, behölls. Australian Classification Review Board citerade "otillräcklig avgränsning mellan skildring av zombiefigurer och mänskliga figurer" som en av de viktigaste faktorerna i dess klassificeringsavslag.
Left 4 Dead 2:s klassificeringsavslag, liksom för Fallout 3 (fick senare MA15+ för ocensurerad version) och Aliens vs. Predator (har överklagat och fått MA15+), har återigen upplyst debatt om de förbud mot försäljning och exponering av våldsamma datorspel i Australien. I mitten av december 2009 sökte den australiensiska regeringen den allmänna opinionen om vuxenklassificering för datorspel, trots uttalanden från Michael Atkinson (Attorney-General of South Australia), som trodde att frågan bara skulle påverka en minoritet av landets medborgare. Efter att Atkinson ha lämnat sin post så efterträdde John Rau som enligt uppgift är för en märkning av R18+. Valve yppade sig om att om en klassificeringsändring skulle ske, så skulle de släppa den ocensurerande versionen av Left 4 Dead 2 för PC i Australien. Australiens parlament gick med på att införa en klassificering av R18+ för datorspel, vilket trädde i kraft den 1 januari 2013. Valve började därefter med att utforska juridiska alternativ så att Left 4 Dead 2 kunde få klassificeringen R18+ för den ocensurerande versionen.
Den 29 augusti 2014 fick den ocensurerande Left 4 Dead 2 en ny klassificering från RC till R18+, vilket med andra ord upphävde förbudet för spelet i Australien. Det hade då gått fem år sedan spelet släpptes. Valve gjorde det möjligt att ändra till den ocensurerande versionen för alla de som hade köpt Left 4 Dead 2 i Australien innan den nya klassificeringen.

### Tyskt förbud och upphävning av förbud
För att uppnå högsta möjliga åldersgräns, i Tyskland, som sätts av Unterhaltungssoftware Selbstkontrolle och som då skulle få märkningen Freigegeben ab 18 Jahren gemäß § 14 JuSchG (på svenska blir det ungefär: Rekommenderat eller godkänt för personer över 18 år enligt § 14 JuSchG), så behövde Valve kraftigt censurera spelets våldsamma innehåll till en liknande nivå som den australiensiska versionen. Emellertid blev den internationella, och därmed den ocensurerande, versionen indragen i Indizierung (en process där ett mediearbete hamnar på en officiell lista med varierande rättsliga konsekvenser) av Bundesprüfstelle für jugendgefährdende Medien den 1 december 2009. Detta för att förhindra försäljare till att annonsera eller sälja spelet till minderåriga. Den 15 februari 2010 konfiskerade Amtsgericht Tiergarten alla europeiska PC-versioner av spelet för överträdelse av § 131 StGB (våldsrepresentation), vilket innebär att de inte får säljas. Det är dock fortfarande lagligt att importera (med risken att spelet konfiskeras av tullen) och äga spelet. Domstolen sa att spelet trivialiserar våld på grund av dess höga dödlighet och den grova grafiska synen av lemlästning. De kände också en stark cynisk attityd bakom spelets koncept.
Den 29 januari 2021 blev den ocensurerande versionen tillgänglig i Tyskland efter att tyska myndigheter hade gjort en ny bedömning. Tyska spelägare fick därmed åtkomst till den ocensurerande versionen genom ett nedladdningsbart innehåll, ett liknande sätt som hände för australiska spelägare.